# 联合国安全理事会第18号决议
《联合国安理会18号决议》是于1947年2月13日在联合国安全理事会第105次会议上通过的。该决议是关于军控问题的，以10票赞成，1票弃权通过。
决议决定对各国裁军情况建立国际管制制度，尽速审议国际原子能委员会报告书。另外，该决议决定由安理会各理事国组成常规军备委员会，在三个月内就各国裁军情况和如何有效保障各国裁军，向安理会提交提案。该决议还提请联合国军事参谋团在1947年4月30日前提出关于建立联合国军队的基本原则。